# Плодоножка
Плодоножка (лат. pedunculus fructifer) — стеблевой орган, несущий плод. Она формируется из цветоножки, часто в результате различных изменений в тканях.
У некоторых растений плодоножка может одревеснеть, у других становятся мясистой, к примеру, у представителя сумаховых — кешью, а также у некоторых представителей семейства лавровых и крушиновых. У тех растений, семена которых распространяются при раскачивании ветвей, плодоножки длинные и упругие. У многих растений, семена которых разносятся муравьями, плодоножки нежные, поникающие. Иногда цветоножка становится плодоножкой, при этом не изменяясь.
В лесах Китая, Индии, Японии и Кореи, произрастает Говения сладкая, или Конфетное дерево, плодоножки которого содержат много сахара. Поэтому, в отличие от плодов этого дерева, которые никак не используются, плодоножки съедобны и употребляются в пищу как сладости.